# 2015年歐洲運動會鐵人三項比賽
2015年歐洲運動會鐵人三項比賽於2015年6月20日至6月21日在阿塞拜疆巴庫舉行。

## 奧運資格
本屆賽會中，各項目的優勝者將主動取得2016年夏季奧林匹克運動會的參賽資格。

## 獎牌得主
| 項目 | 金牌                    | 银牌                  | 铜牌                          |
| 男子 | Gordon Benson（英国）   | João Silva（葡萄牙）  | Rostyslav Pevtsov（阿塞拜疆） |
| 女子 | 尼科拉·斯比瑞格（瑞士） | Rachel Klamer（荷兰） | 莉萨·努登（瑞典）             |

## 外部連結
- 官方网站（英文）